# Schareck
Schareck är ett berg i Österrike.   Det ligger i distriktet Spittal an der Drau och förbundslandet Kärnten, i den centrala delen av landet, 290 km väster om huvudstaden Wien. Toppen på Schareck är 2 280 meter över havet.
Terrängen runt Schareck är huvudsakligen bergig, men den allra närmaste omgivningen är kuperad. Runt Schareck är det ganska glesbefolkat, med 30 invånare per kvadratkilometer.. Närmaste större samhälle är Großkirchheim, 10,7 km söder om Schareck. 
Trakten runt Schareck består i huvudsak av gräsmarker.